# Gideon C. Moody

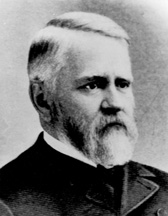
Gideon C. Moody

Gideon Curtis Moody (* 16. Oktober 1832 in Cortland, New York; † 17. März 1904 in Los Angeles) war ein US-amerikanischer Politiker (Republikanische Partei). Er war einer der beiden ersten US-Senatoren des Bundesstaates South Dakota.
Der aus dem Cortland County im Staat New York stammende Gideon Moody besuchte die öffentlichen Schulen und erhielt eine akademische Ausbildung. Nachdem er in Syracuse die Rechtswissenschaften studiert hatte, zog er 1852 nach Indiana und wurde dort im folgenden Jahr in die Anwaltskammer aufgenommen. Ab 1854 war er als Staatsanwalt im Floyd County tätig.
1861 hatte er als Abgeordneter im Repräsentantenhaus von Indiana sein erstes politisches Mandat inne; im selben Jahr trat er der Unionsarmee bei. Während des Sezessionskrieges stieg er bis zum Colonel auf, ehe er im März 1864 seinen Abschied von der Armee nahm. Er zog danach ins Dakota-Territorium.
Dort gehörte Moody von 1867 bis 1869 dem Repräsentantenhaus des Territoriums an; eine weitere Amtsperiode folgte dort von 1874 bis 1875, wobei er auch als Speaker fungierte. Von 1878 bis 1883 war er Richter am Obersten Gerichtshof des Territoriums, in den Jahren 1883 und 1885 nahm er dann jeweils am Verfassungskonvent von South Dakota teil.
Nach der Aufnahme des neuen Bundesstaates in die Union wurde Moody für die Republikaner in den US-Senat gewählt; zweiter Vertreter South Dakotas war dort Richard F. Pettigrew. Moodys Amtszeit begann am 2. November 1889 und endete am 3. März 1891. Beim Versuch der Wiederwahl scheiterte er an James H. Kyle von der Populist Party.